# Maoutia warburgii
Maoutia warburgii är en nässelväxtart som beskrevs av Jacob Gijsbert Boerlage. Maoutia warburgii ingår i släktet Maoutia och familjen nässelväxter. Inga underarter finns listade i Catalogue of Life.